# Museo Arqueológico de Sagunto
El Museo Arqueológico de Sagunto acoge las colecciones procedentes de la ciudad de Sagunto, en la provincia de Valencia (España), a través de los hallazgos casuales exhumados en obras y con las excavaciones arqueológicas realizadas en la ciudad y su comarca.
El museo arqueológico tiene sus orígenes en el Renacimiento, cuando viajeros y eruditos, desde el siglo XV, acuden a la ciudad atraídos por su fama histórica y literaria, para dibujar y describir los monumentos hoy perdidos.
El primer museo saguntino surge cuando el Dr. Palos hace que entre 1787 y 1788 se dedique una estancia de la Casa de la Vila para albergar las inscripciones ibéricas y romanas  de la ciudad. Este modesto recinto recibió el nombre de Cuarto de les Pedres. En 1860 Vicente Boix y el cronista Chabret Fraga agregaron a la colección epigráfica algunos elementos arquitectónicos, hallados tanto en el castillo como en la ciudad, formando el Conjunto Monumental, lo que propició que la colección del Museo de Sagunto se trasladase al Teatro Romano. 
Para albergar los materiales procedentes de las excavaciones arqueológicas realizadas en el área del Foro romano por González Simancas, en 1925 se construyó el Museo Histórico Militar, en la Plaza de Armas del Castillo. 
En 1952 se construye el Museo arqueológico, adosado al Teatro Romano, que fue declarado junto a las colecciones que albergaba, Monumento Histórico Artístico en 1962. El complejo museístico incluía no sólo las dependencias del Museo Arqueológico sino también el recinto del Teatro y los almacenes del Museo Militar del Castillo. El traslado de las colecciones se determinó en 1990, cuando se hundió parcialmente la cubierta del Museo Arqueológico. No obstante, hasta 2007 no se produjo el acondicionamiento de su nueva ubicación, la Casa del Mestre Peña, un edificio situado en la Judería que data de los siglos XIV y XV. Debido al pequeño tamaño de las salas, está previsto que las piezas expuestas se vayan sustituyendo periódicamente.

## El museo en la actualidad

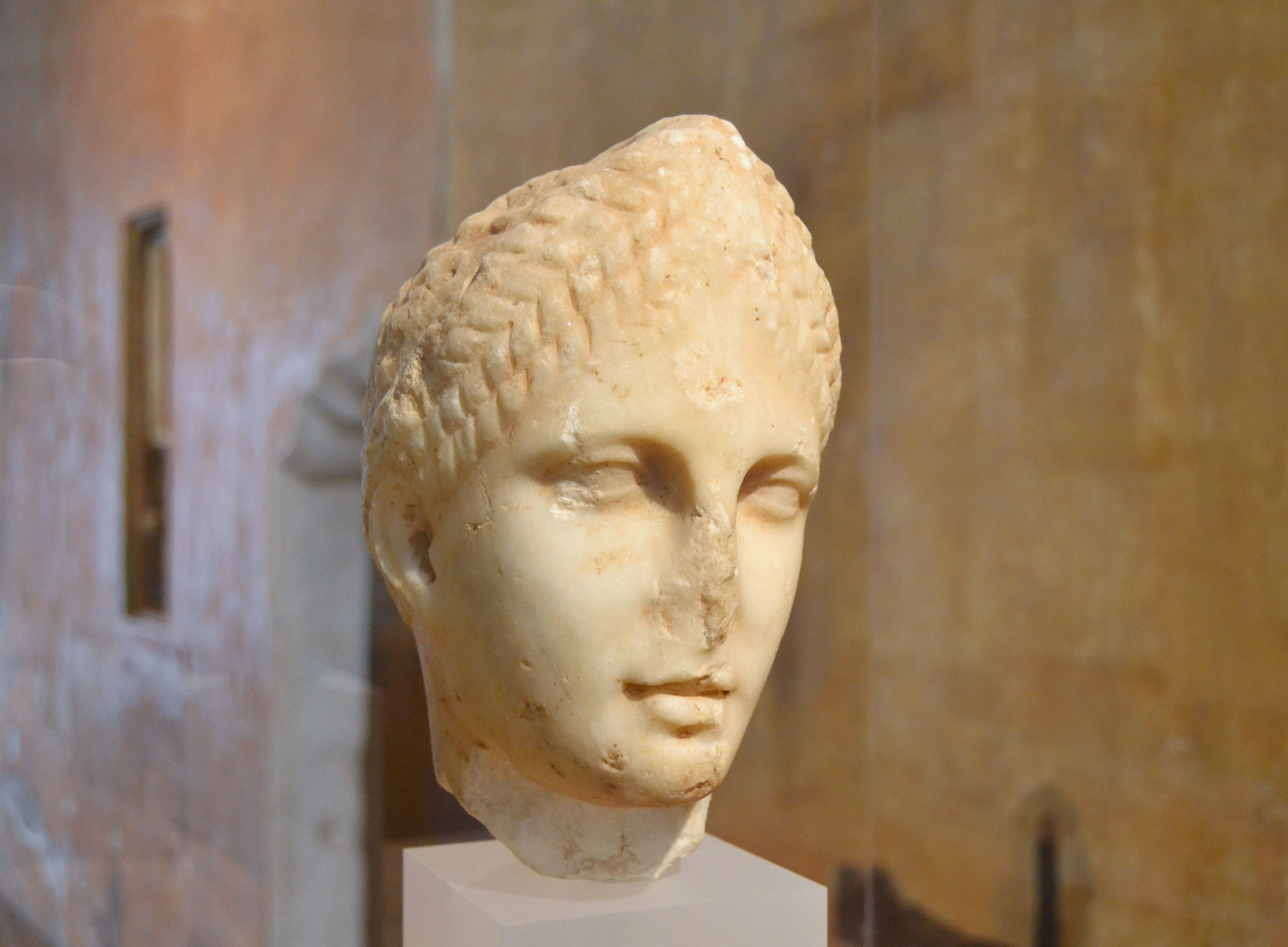
Busto de la diosa Diana.

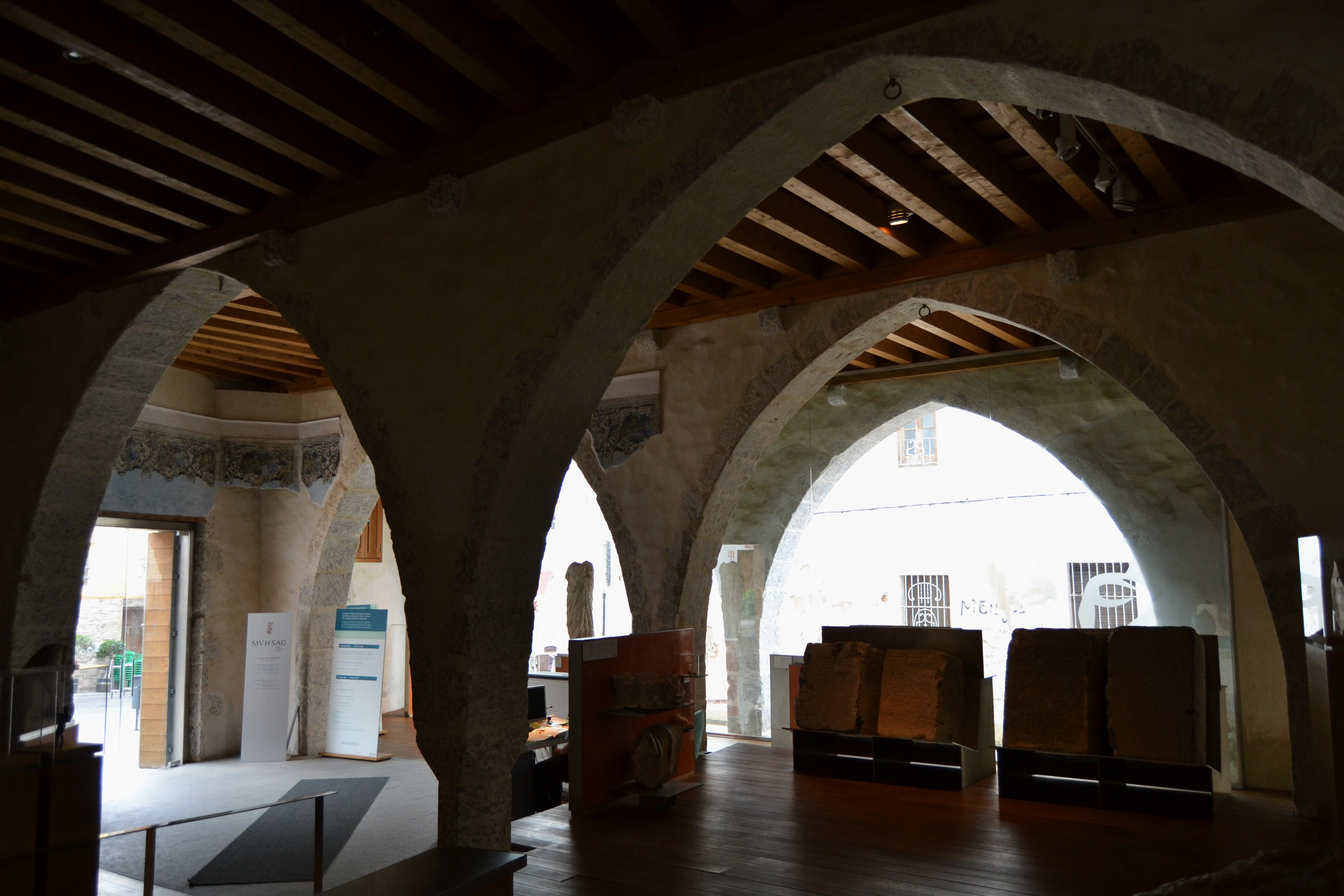
Interior del museo

El Museo Arqueológico de Sagunto es de Titularidad Estatal y tiene la gestión transferida a la Generalidad Valenciana. Las colecciones se han ido configurando y enriqueciendo desde el siglo XV con el fin de restituir la historia antigua de la ciudad de Sagunto (período ibero-romano) a través de los materiales conservados. 
El edificio se divide en dos plantas: en la planta baja se recoge la historia arqueológica de Sagunto y se puede realizar un recorrido que se inicia en la época ibérica y que, a través del proceso de romanización, como consecuencia de la segunda guerra púnica, culmina en una visión de Sagunto imbuida plenamente en la vida romana representado por la monumentalización de la ciudad. El primer piso, la sala de economía permite conocer las relaciones comerciales que tuvo la ciudad con todo el Mediterráneo. A través de las piezas expuestas en las salas contiguas, se descubre la evolución urbana de la ciudad en el período romano y los gustos estéticos y modos de vida de los ciudadanos en el ámbito privado.

### La prehistoria saguntina
Son escasos los hallazgos relacionados con este período. Sin embargo cabe destacar algunos materiales procedentes de la cueva de Picayo y del Pic dels Corbs como cuentas en hueso y piedra, materiales cerámicos hechos a mano y diferentes utensilios realizados en sílex. Estos materiales han datado la cronología más antigua de este territorio en torno al 2000 a. C.

### Época ibero-romana

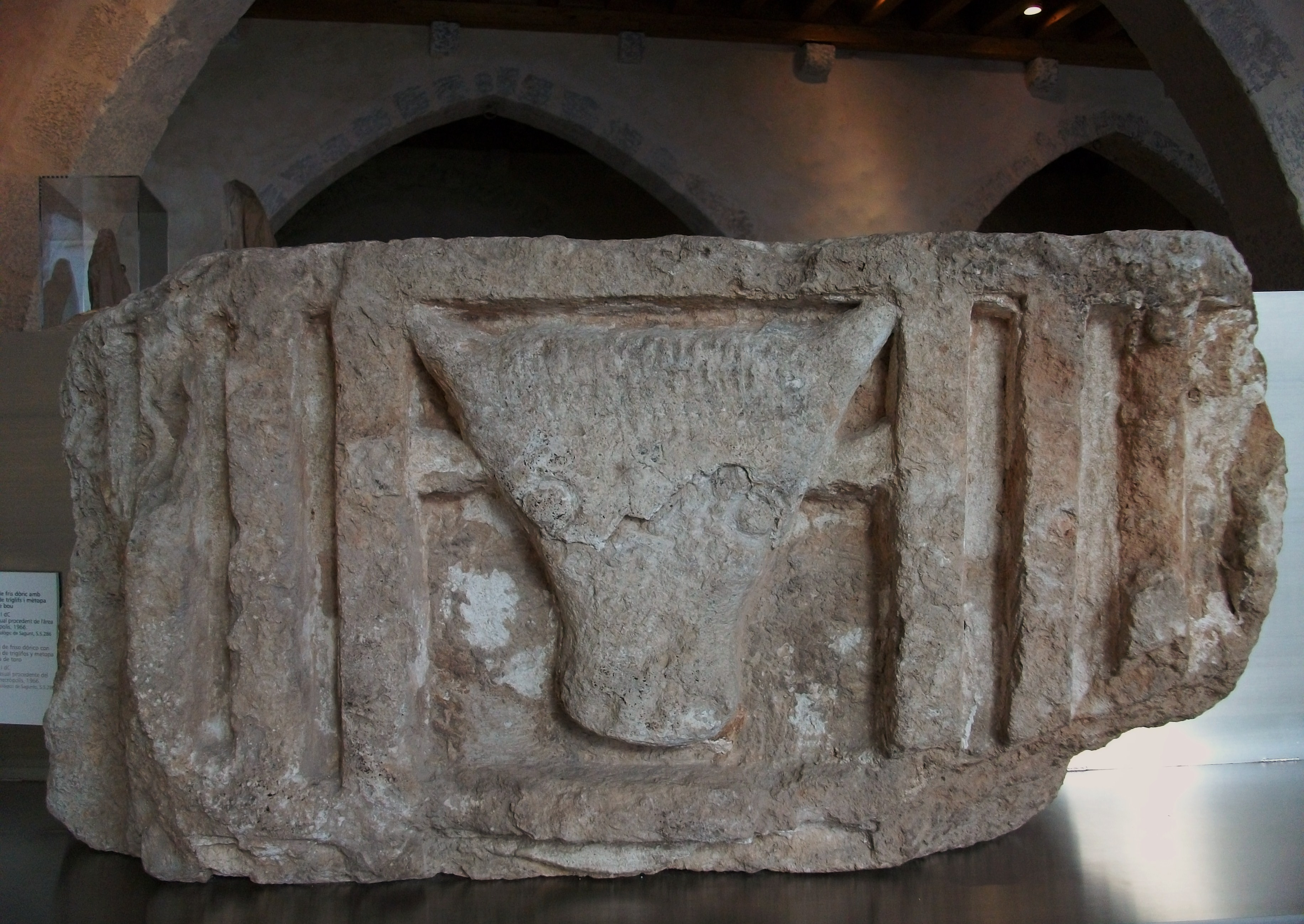
Entablamento dórico con triglifo y metopa.

Es la colección más abundante, recogida en la parte baja del museo. El cerro del Castillo constituyó la sede de la Arse edetana, desempeñando un importante papel en los acontecimientos bélicos de la época. Las excavaciones llevadas a cabo en el yacimiento de Els Tres Pouets han proporcionado gran cantidad de materiales fechados en el siglo IV a. C.

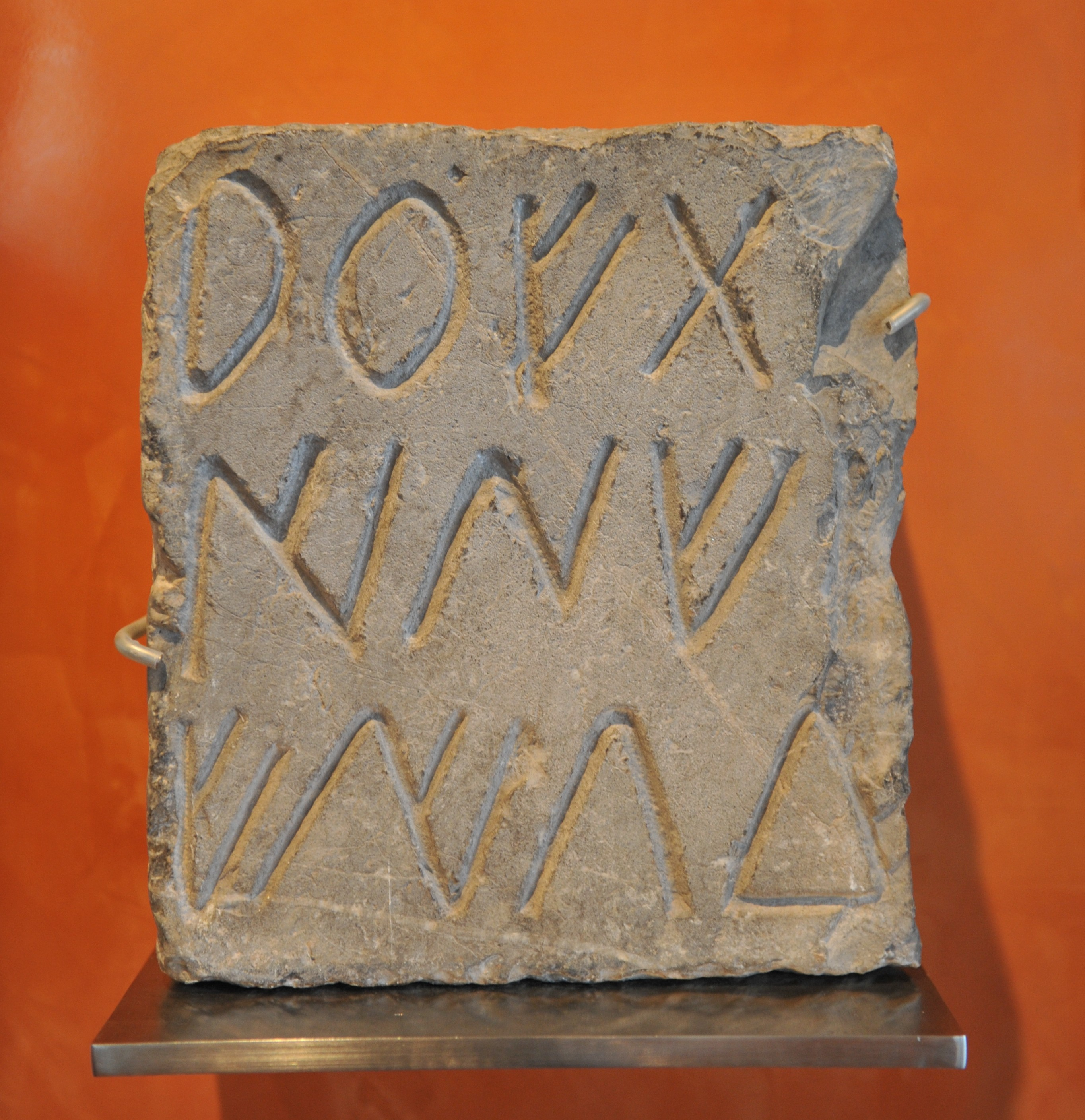
Inscripción en alfabeto ibero.

La ciudad ibérica fue un punto de llegada de productos importados del Mediterráneo durante los siglos VI y V a. C., como se puede apreciar en la sala del segundo piso del museo, relativa a las relaciones con fenicios, jonios y áticos. La cerámica ibérica ofrece una gran variedad y sus composiciones corresponden al estilo narrativo de Olivia-Liria. Una de las piezas más importantes que alberga el museo es la escultura en piedra del “Toro Ibérico”.

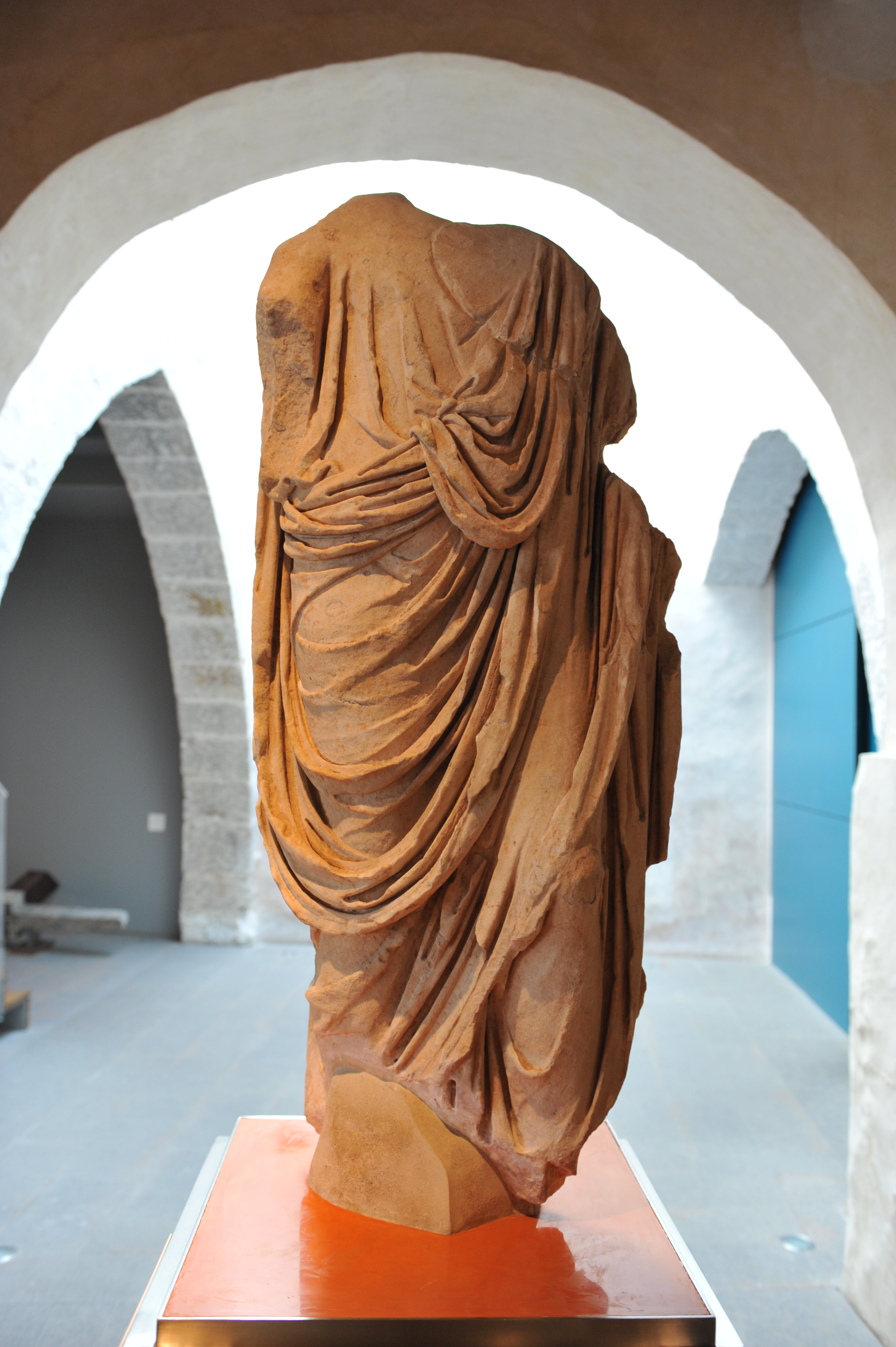
Escultura de personaje romano togado expuesta en la sala principal.

La colección de cerámica, tanto importada como romana, es la más reconocida del museo. En las vitrinas se pueden apreciar muestras de estas producciones, desde copas jonias del siglo VI a. C., a sigillatas imperiales. La cerámica de paredes finas es muy abundante y de gran calidad en Sagunto.
Las ánforas también ofrecen una amplia gama referida no sólo a los centros de producción sino también a los productos envasados y a las marcas, destacando las ánforas ibéricas de producción local, las ibero-púnicas y las propiamente romanas. También son numerosos en la ciudad los ejemplares de anclas y cepos de época romana.

### Arquitectura y escultura
La colección arquitectónica del Conjunto Monumental muestra el importante desarrollo urbanístico de la ciudad. Los elementos más destacados son dos sillares de un entablamento dórico decorados con triglifos y metopas con cabezas de toros y páteras con umbo.

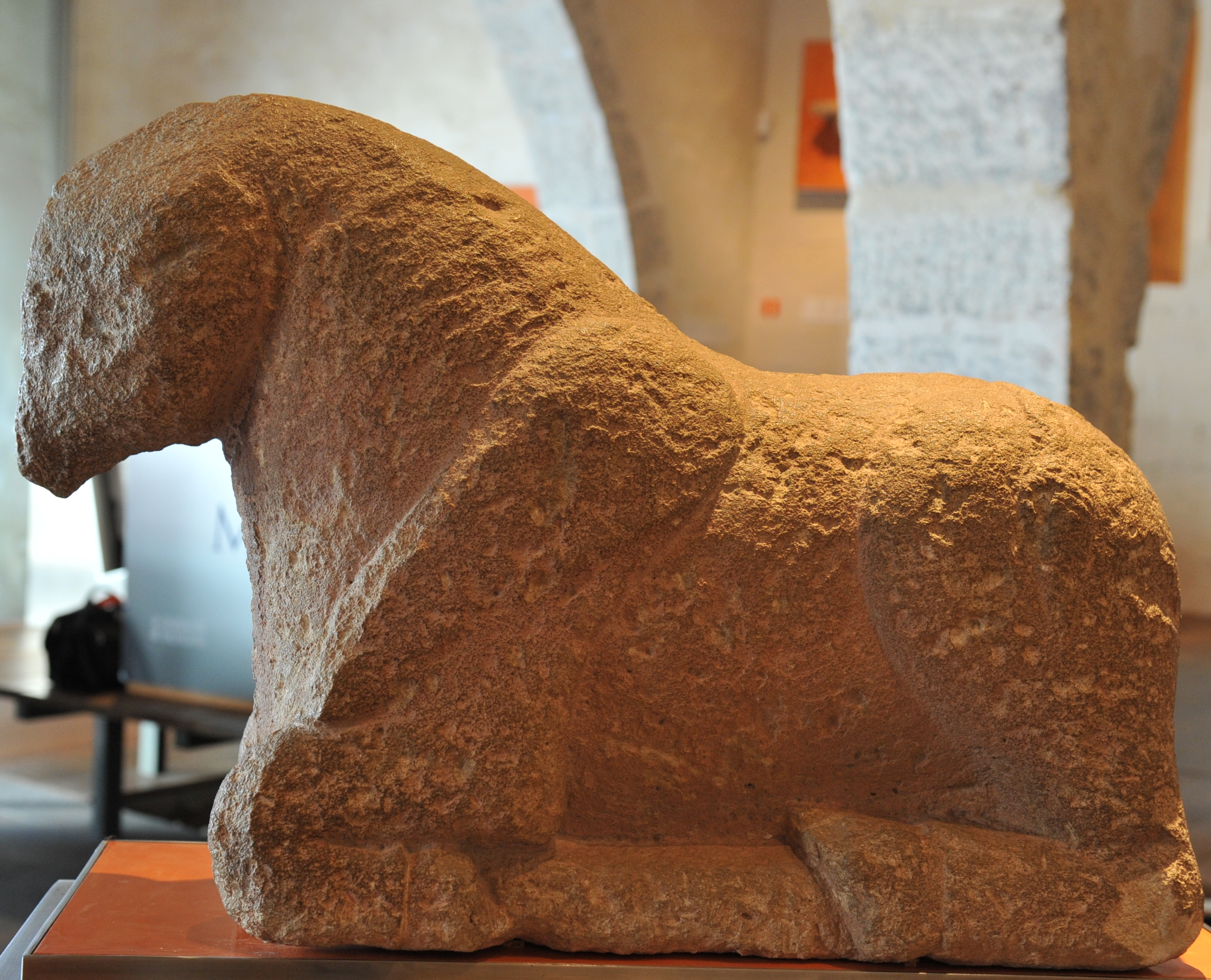
Escultura de Toro ibérico.

La pieza más relevante del conjunto de esculturas exentas en mármol es una cabeza femenina de estilo helenístico con una fuerte tradición clásica. Dentro de la estatuaria romana, es la pieza más antigua del museo.

### Lapidarium
La gran colección epigráfica que alberga el museo constituye el mejor lapidario latino de la Comunidad Valenciana, abarcando el marco cronológico desde republicana hasta el Bajo Imperio.